# ريوتا دوي
ريوتا دوي (باليابانية: 土井 良太) (27 أغسطس 1987 في هيوغو في اليابان – )؛ هو لاعب كرة قدم ياباني سابق كان يلعب كمهاجم.

## وصلات خارجية
- ريوتا دوي على موقع رابطة كرة القدم اليابانية للمحترفين (اليابانية)
- ريوتا دوي على موقع قاعدة بيانات كرة القدم.إي يو (الإنجليزية)
- ريوتا دوي على موقع Soccerway.com (الإنجليزية)
- ريوتا دوي على موقع عالم كرة القدم.نت (الإنجليزية)